# Скороспелость
Скороспелость — так называют особенность, присущую некоторым породам домашних животных, развиваться и достигать хозяйственной полновозрастности раньше обыкновенного определяемого для животных срока. Скороспелость имеет неодинаковое значение для всех домашних животных, важна она преимущественно для тех из них, которые назначаются и готовятся к убою (свиньи, куры-бройлеры), так как чем скорее животное сформируется, тем меньше потребуется расходов на прокорм и уход за ним. Это свойство также ценно по отношению к другим видам домашних животных. Например, ранее наступление половозрелости ускоряет начало яйцекладки у яичных направлений кур, а также позволяет получить большее количество потомков у других пород сельскохозяйственных животных. Скороспелость также важна и для большинства видов сельхоз растений. Скороспелость, как правило, развивается в экспериментальных условиях современного промышленного хозяйства, использующего метод селекции. Поэтому наиболее активно она начала исследоваться со второй половины XIX, и особенно со второй половины XX века, когда расширились познания человека в генетике. Антонимом скороспелости является позднеспелость, хотя оба эти качества относительно условны.

## Признаки
Различают двоякого рода признаки, которыми отличаются породы домашних животных от других пород того же вида. Одни из этих признаков называются зоологическими, а другие — физиологическими. Первые передаются по наследству почти всецело или лишь с редкими и небольшими изменениями; вторые также передаются по наследству, но они скоро могут быть утрачиваемы, если животные поступают в другие условия относительно ухода и кормления. Скороспелость, следовательно, есть чисто искусственно привитое животному свойство, и, где искусство покидает животное, там погибает и скороспелость. В противоположном случае скороспелость может обратиться в такое свойство, которое будет переходить из рода в род среди животных той же породы, конечно, только при неизменяемости условий вполне достаточного содержания и кормления. Тогда скороспелость принимает характер почти специфической особенности данной породы, но всегда, как говорит Натузиус, только почти и никогда вполне. Скороспелость может быть обнаружена и по некоторым экстерьерным признакам. Так, скороспелые животные обыкновенно имеют легкую голову и короткие конечности, но туловище их более или менее сильно развито в ширину и глубину. При этом туловище по своей форме может приблизиться к параллелепипеду, считаемому иными зоотехниками (например, Зетегастом) за идеальную форму для домашних животных.

## Условия
Чтобы достигнуть скороспелости, необходимо, чтобы матка во время беременности получала все нужные для образования и развития плода кормовые материалы в полном достатке. В противном случае приплод даже при хорошем позднейшем кормлении и уходе будет носить задатки позднеспелого животного. Вес приплода обыкновенно находится в известном соотношении к весу матери, причем это соотношение более узкое у пород скороспелых. Так, Ридейзель принимает вес теленка = 1/18 веса матери, но позднейшие исследования (Миддендорф) показывают, что если теленок крупен, то вес его равен 1/14 веса матери. Молодое животное тотчас после своего рождения растет сильнее всего. По Миддендорфу, оно прибывает в весе по 2 фунта  (800-900 г) в сутки, в среднем же за весь первый год ежедневный прирост в весе около 1 ½ — 2 фунта. На второй год такая прибавка в весе становится менее значительною, на третий еще менее и т. д., редко уже превышая ¼ фунта в сутки (120 г). Но указанный размер прироста возможен только: 1) когда приплод происходит от заведомо упрочившейся скороспелости и успевшей уже обратиться в наследственность породы и 2) когда молодое животное возможно дольше кормится материнским молоком, которое потом постепенно заменяется удобоваримым и богатым питательными веществами (вообще концентрированным) кормом. Такое кормление сопровождается быстрым наращиванием толстого мясного слоя путём отложения жира между мышечными волоконцами и имеет последствием увеличение массивности туловища, тогда как прочие части тела (голова, ноги, вообще, кости) отстают в развитии. Затем, такое кормление имеет последствием, что желудочно-кишечный канал остается слаборазвитым. По опытам Червинского, абсолютная длина кишечника превосходила длину туловища: у овец хорошо кормимых в 33—34 раза, тогда как у овец, выращенных на грубом корме, в 44—51 раз; разница же в объеме желудка в указанных случаях была еще больше. В связи с этим отчасти стоит более выгодное отношение между живым и убойным весом у животных скороспелых, чем поздноспелых; так, по наблюдениям Бодемана и Червинского, убойный вес волов пород нескороспелых составляет от 59 до 64% веса живого, а у скороспелого английского скота — до 72%. Затем, скороспелость благоприятно отзывается и на состоянии покровов: кожа становится мягче, а шерсть (у овец) длиннее; смена молочных зубов постоянными также ускоряется; период беременности, по наблюдениям Натузиуса, укорачивается (хотя и не много), больше, впрочем, у овец, чем у других домашних животных. В общем скороспелые животные должны быть выгоднее для хозяйства; разведение скороспелых пород не будет на месте, где нет условий, благоприятствующих вообще развитию скотоводства, где плохи пастбища, дороги концентрированные корма, где не имеют хорошо приспособленных помещений для скота, где не умеют ходить за животными, нет спроса на высокосортное мясо и где, наконец, преследуют при разведении скота не мясное, а иное направление. Затем, замечено, что скороспелые животные хорошо развиваются преимущественно в климате влажном, а не сухом, континентальном. Кроме того, скороспелые породы домашних животных вследствие сильной наклонности к ожирению, которое способствует развитию слабости в конституции, не отличаются плодовитостью, наклонны к яловости (бесплодию) и нередко подвергаются так наз. жемчужной болезни. Вообще, искусственное возбуждение роста действует во многих случаях расслабляющим образом на организм животного. Легкие при недостатке движения становятся малыми и не соответствуют объему грудной клетки. Даже самые искусные зоотехники вследствие наклонности скороспелых животных к яловости (бесплодию) затрудняются определить правильный режим кормления, при котором животные, оставаясь скороспелыми, не теряли бы способности к размножению. Это является одним из главных противоречий современной промышленной селекции.